# 親不知インターチェンジ
親不知インターチェンジ（おやしらずインターチェンジ）は、新潟県糸魚川市大字外波にある北陸自動車道のインターチェンジである。

## 概要
国道8号親不知区間の災害による交通障害に備えるためと、周辺の歌と外波の集落の災害による孤立を防止する目的で建設された。
本線が海上に設置されているICであり、前後区間は親不知トンネル・子不知トンネルも含めた北陸自動車道最大の天険・親不知に位置する。1988年（昭和63年）7月20日、名立谷浜IC - 朝日IC間の開通とともに供用を開始した。東日本高速道路（NEXCO東日本）が管轄するインターチェンジとしては本インターチェンジが最西端であり、新潟県の高速道路においても最西端のインターチェンジでもある。また、下り線出口と下り線入口が交差点になっており、信号機で一時停止する必要がある。
インターチェンジ付近では狭い平地から海上に張り出すように3,373mの親不知海岸高架橋で繋いでおり、日本はもとより世界で初めての海上インターチェンジである本インターチェンジが設置されている。
料金所には、景勝地内の波をイメージしたステンレス製オブジェが設置されている。防風柵には、鉄板のパンチ穴を利用し「魚」「亀」「昆布」の海に関する題材がデザインされているほか、料金所ブースのアイランド内に植栽された植マスを作り、舟形部分にはステンレスと塗装による海の上を飛ぶカモメが描かれている。
平面交差部の分離帯部には玉砂利を一面に敷き詰め、大きな石で点在させ、その周りの砂利は、白い淡路島産のものとして、海に浮かぶ島と打ち寄せる波を表現している。

## 道路
- E8 北陸自動車道（28番）
- 接続する道路：国道8号

## 歴史
- 1978年（昭和53年）11月21日 - 設置が決まる。このときは仮称として「青海インターチェンジ」（おうみインターチェンジ）が付けられていた[9]。
- 1979年（昭和54年）3月2日 - 追加インターチェンジとして整備計画に入れられる[3][10]。
- 1982年（昭和57年）6月21日 - 施行命令[11]。
- 1988年（昭和63年）7月20日 - 名立谷浜IC - 朝日IC間の開通に伴い[1][12][13][14][15]、供用開始[1]。当初は暫定2車線での供用[16]。
- 2000年（平成10年）10月3日 - 当ICを含む能生IC - 越中境PA間が4車線化[17]。
- 2018年（平成30年）3月24日 - 国土交通省の社会実験事業として、高速道路一時退出実験の試行開始[18]（ETC2.0搭載車に限定して、当ICで流出し、隣接する道の駅親不知ピアパークに立ち寄り後、1時間以内に当ICから再流入して順方向に利用の場合、目的地まで高速道路を降りずに利用した場合と同じ料金に調整される）[19]。
- 2020年（令和2年）3月27日 - 高速道路一時退出実験の退出可能時間がそれまでの1時間以内から3時間以内に引き上げられる[20]。
- 2022年（令和4年）7月1日 - 高速道路一時退出実験の退出可能時間がそれまでの3時間以内から2時間以内に変更[21]。

## 料金所
- ブース数：4

### 入口
- ブース数：2
  - ETC専用：1
  - 一般：1

### 出口
- ブース数：2
  - ETC専用：1
  - 一般：1

## 周辺
- 道の駅親不知ピアパーク
  - 親不知おさかなセンター
- えちごトキめき鉄道日本海ひすいライン 親不知駅

## 隣
E8 北陸自動車道
(27)朝日IC - 越中境PA - (28)親不知IC - (29)糸魚川IC